# Tomás Chapero
Tomás Chapero (Santa Fe, 10 giugno 2001) è un cestista argentino.

## Carriera

### Nazionale
Nel 2022 ha vinto, con la nazionale argentina, i Campionati americani.